# Vasile Chelaru
Vasile Chelaru (ur. 13 czerwca 1921 w Șerbești, zm. 1 marca 1999 w Bukareszcie) – rumuński szermierz. Reprezentant kraju podczas Igrzysk Olimpijskich 1952 w Helsinkach. Na igrzyskach uczestniczył w turnieju indywidualnym florecistów i szpadzistów oraz w turnieju drużynowym florecistów. W turnieju indywidualnym florecistów dotarł do drugiej rundy w pozostałych odpadł w pierwszej.